# Carmel (Hamlet, New York)
Carmel település az Amerikai Egyesült Államok New York államában, Putnam megyében, melynek megyeszékhelye is. Lakosainak száma 7538 fő (2020. április 1.).

## Népesség
A település népességének változása:

| 2000 | 5 650 |
| 2020 | 7 538 |